# Zeuxine gracilis
Zeuxine gracilis là một loài thực vật có hoa trong họ Lan. Loài này được (Breda) Blume miêu tả khoa học đầu tiên năm 1858.